# Gnypeta caerulea

Gnypeta caerulea (лат.) — вид коротконадкрылых жуков из подсемейства Aleocharinae.

## Распространение
Голарктика. Евразия (Норвегия, сев.-зап. Россия, Финляндия, Швеция). Канада (Альберта, Квебек, Манитоба, Нью-Брунсвик, Онтарио, Саскачеван, Северо-Западные Территории, Юкон), США (Аляска).

## Описание
Мелкие коротконадкрылые жуки, длина тела 3,0—3,5 мм. Основная окраска тёмно-коричневая до чёрной (иногда центральная часть надкрылий и лапки красновато-коричневые). Опушение желтовато-серое, длинное и плотное. Ширина пронотума на 1/4 меньше чем ширина надкрылий, по длине они одинаковые. 4—10-й членики усиков вытянутые. Усики 11-члениковые. Передние лапки 4-члениковые, средние и задние лапки 5-члениковые (формула 4-5-5).
Взрослые особи отмечены во мху, около водопадов и на берегу рек. Активны с мая по сентябрь. Вид был впервые описан в 1830 году по материалам из Финляндии, а его валидный статус был подтверждён в ходе ревизии, проведённой в 2008 году канадскими энтомологами Яном Климашевским (Jan Klimaszewski; Laurentian Forestry Centre, Онтарио, Канада) и Реджинальдом Уэбстером.